# A Ponte (Villar de Santos)
A Ponte es una aldea situada en la parroquia de Parada de Outeiro, del municipio de español de Villar de Santos, en la provincia de Orense, Galicia.

## Demografía
| Gráfica de evolución demográfica de A Ponte entre 2000 y 2023 |
|                                                               |
| Datos según el nomenclátor publicado por el INE.              |